# Shemurat Ilanot
Shemurat Ilanot (hebreiska: שמורת אילנות) är ett naturreservat i Israel.   Det ligger i distriktet Centrala distriktet, i den norra delen av landet.